# Papi Sitter
Pour plus de détails, voir Fiche technique et Distribution.
Papi Sitter est une comédie française réalisée par Philippe Guillard, sortie en 2020.

## Synopsis
La famille Morales est dans l'embarras : Franck et Karine partent travailler sur une croisière et confient leur fille Camille, qui doit passer son bac mais préférerait tout plaquer, à son grand-père, André, gendarme retraité et psychorigide. C'est sans compter l'arrivée de Teddy, l'autre grand-père, de retour du Mexique où il gérait des boites de nuit peu fréquentables. La cohabitation entre les grand-pères s'avére compliquée et Camille profite de leurs querelles pour vivre sa vie comme elle l'a décidé.

## Fiche technique
- Titre original : Papi Sitter
- Réalisation : Philippe Guillard
- Scénario : Philippe Guillard
- Décors : Frank Chicheportiche et Mélissa Ponturo
- Costumes : Pauline Berland
- Photographie : Denis Rouden
- Montage : Vincent Zuffranieri
- Musique : Roméo Guillard
- Producteur : Florian Genetet-Morel et Vincent Roget
- Société de production : Same Player et Gaumont
  - Sociétés de coproduction : Montauk Films et France 2 Cinéma
- Sociétés de distribution : Gaumont
- Budget : 5,74 millions d'euros
- Pays d'origine :  France
- Langue originale : français
- Format : couleur
- Genre : Comédie
- Durée : 97 minutes
- Dates de sortie :
  - France : 4 mars 2020

## Distribution
- Gérard Lanvin : André Morales, grand-père paternel de Camille, capitaine de gendarmerie retraité, veuf
- Olivier Marchal : Teddy Bardolino, grand-père maternel de Camille
- Camille Aguilar : Camille Morales, lycéenne en terminale
- Anne Girouard : Karine, mère de Camille, fille de Teddy
- Jean-François Cayrey : Franck, père de Camille, fils d'André
- Philippine Leroy-Beaulieu : Viviane la bibliothécaire, amoureuse d'André
- Laurent Olmedo : Roberto, ami de Teddy
- Souad Arsane : Noura, copine et camarade de classe de Camille
- Paco Fuster : Paco, surfeur amoureux de Camille
- Côme Levin : Doudou, copain de Paco
- Fabienne Galula : la directrice du lycée de Camille
- François Levantal : un gendarme
- Francis Renaud : un gendarme

## Production
Le film est tourné dans son intégralité dans le département français des Landes, à Seignosse, Moliets-et-Maa et Vieux-Boucau.

## Accueil

### Critique
Le site Allociné recense 7 critiques presse, pour une moyenne de 3,3⁄5 .
Pour Le magazine GQ cette comédie est une bonne surprise « Quatre-vingt-dix minutes après avoir craint (et prévu) le pire, on se lève heureux d'avoir passé un très bon moment au cours duquel humour et bons sentiments ne sombrent jamais dans le pathos attendu. ».
Le magazine cinématographique Première regrette le manque d'originalité du film, « Si l’ensemble, énième variation autour d’un thème qui commence à s’essouffler, n’est certainement pas d’une grande originalité, il a le mérite de ne pas avoir la prétention de l’être. ».

### Box office
Le film sort le 4 mars 2020 dans 445 salles, et comptabilise 34 453 entrées pour sa première journée. Pour son premier week-end, le film réalise 154 115 entrées. Quant à la première semaine, elle se termine avec 187 681 entrées.
| Pays ou région | Box-office      | Date d'arrêt du box-office | Nombre de semaines |
| -------------- | --------------- | -------------------------- | ------------------ |
| France         | 250 011 entrées | 28 juillet 2020            | 8                  |
| Total mondial  | 1 975 973 $     | -                          | -                  |